# Битва при Амбуиле
Битва при Амбуиле (порт. Batalha de Ambuíla/Batalha de Mbwila) — эпизод колониальных войн в Западной Африке. В сражении 29 октября 1665 года участвовали португальская армия под командованием генерала Секейры и войско королевства Конго под личным руководством короля Антониу I. Сражение окончилось гибелью короля Антониу и поражением конголезской армии.

## Предпосылки
Португальская колониальная торговля в Западной Африке долгое время проходила в условиях невмешательства или даже союза с правителями христианского королевства Конго. В свою очередь, португальская корона прилагала усилия к превращению Конго в региональную сверхдержаву. Ситуация изменилась с воцарением в Лиссабоне Жуана III, взявшего курс на прямую колонизацию атлантического побережья Западной Африки. Однако, укрепившись на территории сопредельного с Конго государства Нгола (или Ндонго), португальцы столкнулись в 1630-е годы с военной коалицией ряда африканских королевств — в первую очередь Касанже и Матамбы. Королева Матамбы Зинга перекрыла пути португальской работорговли, а затем и повела военное наступление на территории Ндонго. В начале 1640-х годов к антипортугальской коалиции присоединились Нидерланды и Конго. Португальско-голландские боевые действия продолжались около десятка лет и окончились отступлением нидерландских войск из Ндонго, которое позволило португальцам диктовать условия мира африканским странам. По этим условиям король Конго отправлял в Луанду — центр португальских владений в Африке — близкого родственника в качестве заложника, терял часть территории, выплачивал контрибуцию рабами и заранее отказывался от прав на любые золотые месторождения в пользу португальцев.
В 1663 году правителем Конго стал Антониу I. При нём конфликт с португальцами вспыхнул с новой силой — поводом стал отказ передать колонизаторам якобы имеющиеся в Конго золотые рудники. В 1665 году португальцы воспользовались восстанием против власти Конго двух больших областей (современник этих событий, Джироламо да Монтесарчио, пишет о том, что и само восстание стало результатом португальского подстрекательства). В помощь мятежникам были направлены силы под командованием генерала Секейры (в чьих жилах текла как португальская, так и африканская кровь) при поддержке воинственных племён яга. В ответ Антониу в июле 1665 год призвал к оружию всё взрослое мужское население Конго, собрав огромное по тем временам войско, с которым и выступил против мятежных областей.

## Сражение и его последствия
Конголезско-португальские военные действия переместились к Амбуиле (в португальских источниках называемой «Дембос»), где местного правителя, бывшего вассалом Конго, отстранила от власти его тётка дона Изабел. Антониу I привёл к Амбуиле всю свою армию, по некоторым данным, насчитывавшую сто тысяч воинов (по мнению историков Дэвида Бирмингема и Джона Торнтона, эта оценка сильно завышена), в том числе 800 щитоносцев и несколько сотен мушкетёров — по разным данным, от 190 до 380. В состав армии входили несколько десятков португальцев, проживавших в Конго, мушкетёрами командовал Педру Диаш ди Кабрал — как и Секейра, офицер смешанного африканско-португальского происхождения. Противостоявшие Антониу I силы состояли из маленького отряда доны Изабел, включавшего около 400 воинов, и португальской армии, состоявшей из 6-7 тысяч лучников и 466 мушкетёров и кадровых пехотинцев, а также двух полевых орудий.
Сражение состоялось 29 октября 1665 года. Когда армии оказались на расстоянии видимости, португальцы выстроили основные силы в ромбовидный защитный порядок, по флангам которого располагались более малочисленные отряды пехоты. Значительная часть сил также осталась в тылу в качестве резерва. Конголезский авангард, в который, помимо 4000 пехотинцев, входили все мушкетёры Антониу и половина щитоносцев, под командованием маркиза Мпембы атаковал португальцев. После боя, в котором, как считали португальцы, их полевая артиллерия сыграла ключевую роль, передовые силы Конго были вынуждены отступить и в бой вступила основная армия Антониу во главе с самим королём. Португальский авангард оказался в полном окружении, фланговые отряды рассеяны, но Антониу был дважды ранен мушкетными пулями, вышел из боя и после этого был убит во время вылазки португальской пехоты. Командующий конголезским арьергардом герцог Бенго сумел отвести войска, оставив обоз победителям. Поскольку король Антониу, опасавшийся удара в спину от конкурентов в борьбе за престол, взял с собой в поход государственный архив и 14 сундуков драгоценностей, весь этот багаж попал в руки португальцев.
Поражение при Амбуиле означало крах Конго как великой африканской державы. Голова Антониу I была триумфально провезена португальцами по улицам Луанды, корона и скипетр королевства Конго были отправлены в качестве трофеев в Лиссабон. В сражении также погибла значительная часть конголезской знати, а один из немногих уцелевших принцев, взошедший на престол под именем Алвару VII, погиб уже в следующем году, подавляя восстание в провинции Сойо.
После поражения при Амбуиле Конго в 1665—1709 годах захлестнула гражданская война между враждующими домами Кимпанзу и Кинлаза и многочисленными мелкими группами.